# Indian Coffee House
Indian Coffee House — сеть кофеен в Индии, управляемая рядом рабочих кооперативов. В Индии расположено почти 400 заведений этой сети.

## История
Компания основана в 1936 году Coffee Cess Committee в Бомбее. В 1940-е года насчитывалось около 50 кофеен во всей Британской Индии. В связи с изменением в политике в середине 1950-х годов, руководство решило закрыть кофейни. Воодушевленные лидером коммунистов АК Gopalan (AKG), работники заставили руководство кофеен передать торговые точки рабочим, которые затем образовали индийские кофейные рабочие кооперативы и переименовали сеть в Indian Coffee House. Кооператив начал работу в Бангалоре 19 августа 1957 года, следующий филиал открылся в Дели уже 27 декабря 1957 года.

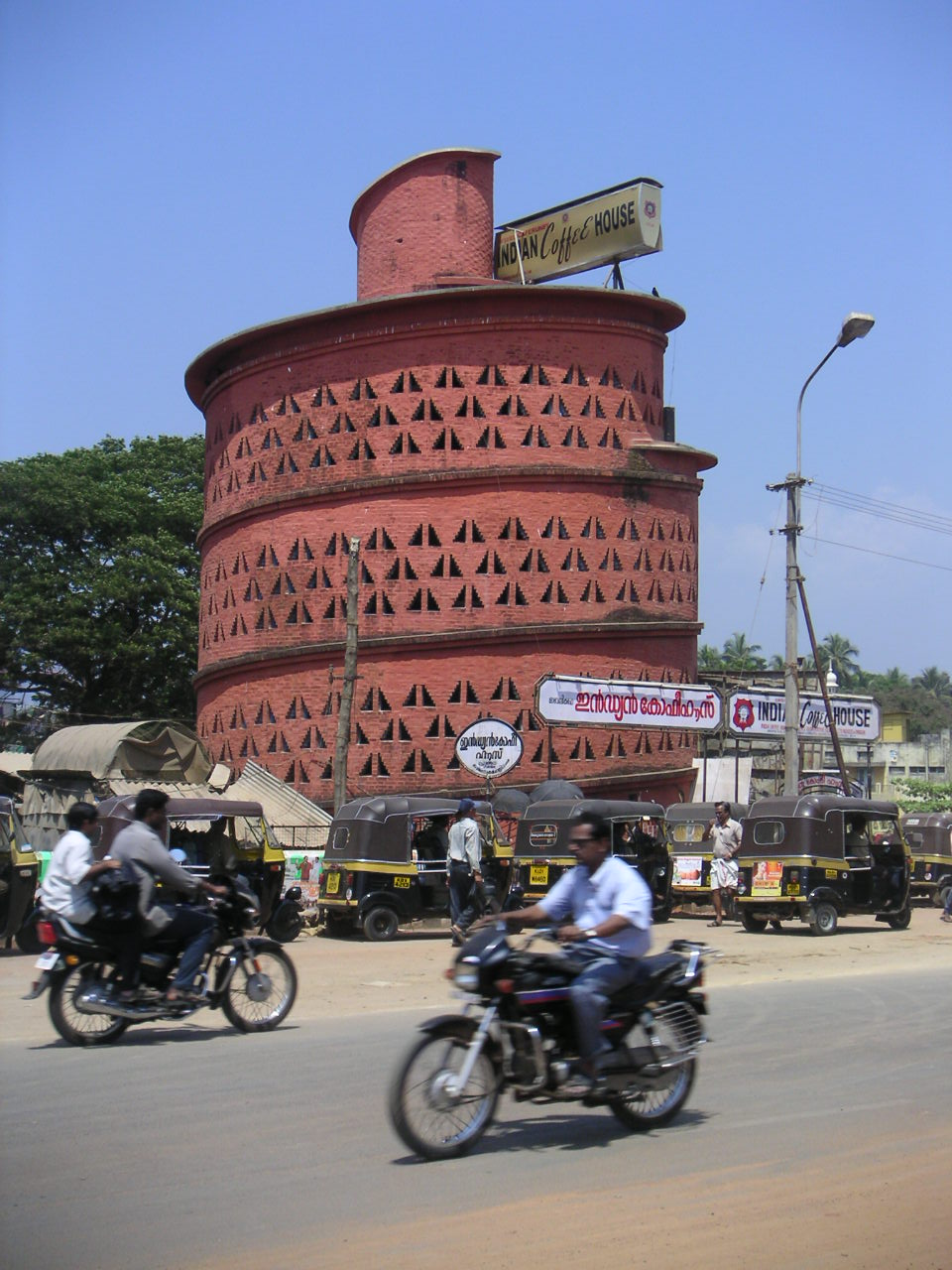
Тируванантапурам, штат Керала
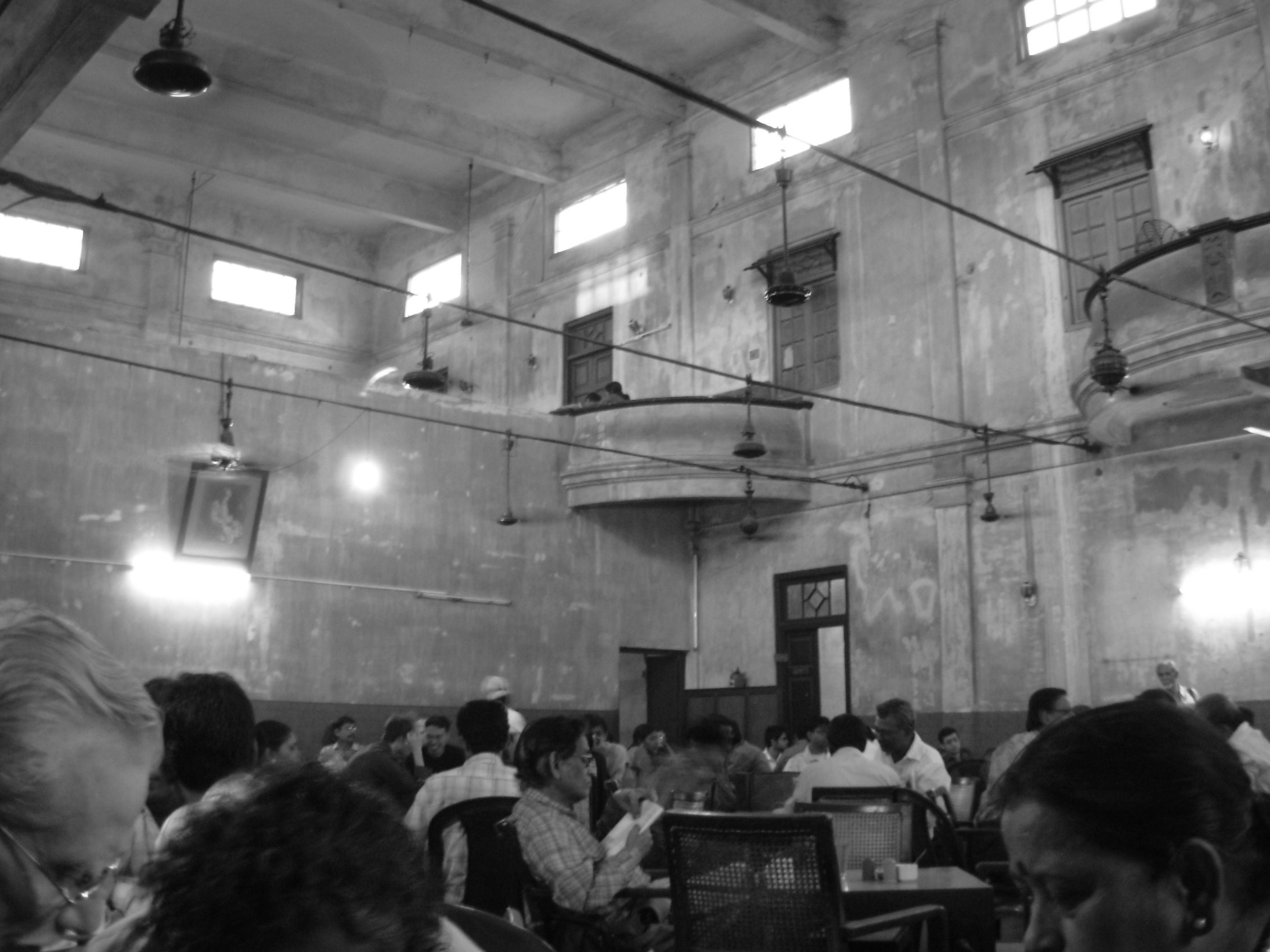
Калькутта
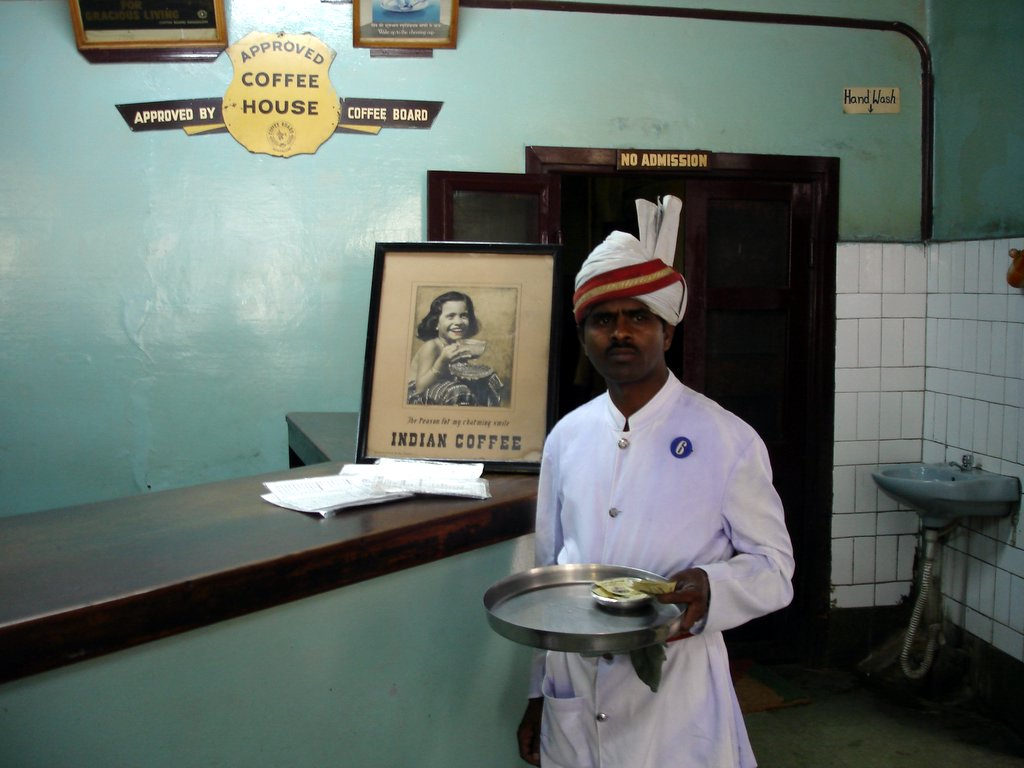
Официант Indian Coffee House в Бангалоре